# Cnephasia virginana
Cnephasia virginana es una especie de polilla perteneciente al género Cnephasia, categorizada en la tribu Cnephasiini, de la subfamilia Tortricinae.

## Distribución
Se distribuye por Turquía.

## Taxonomía
Fue descrita por Kennel en 1899 y publicada por primera vez en (Sciaphila), Dt. ent. Z. Iris 12: 12.